# Anjouanhoningzuiger
De Anjouanhoningzuiger (Cinnyris comorensis; synoniem: Nectarinia comorensis) is een zangvogel uit de familie Nectariniidae (honingzuigers).

## Verspreiding en leefgebied
Deze soort is endemisch op de Comoren op het eiland Anjouan.